# Список географічних об'єктів Фадєєвського острова
|  | Службовий список статей, створений для координації робіт з розвитку теми. Це попередження не встановлюється на інформаційні списки і глосарії. |

Нижче подано повний список усіх географічних об'єктів, що розташовані на острові Фадєєвському.
Примітки:
- озера, затоки та півострови подано за алфавітом
- річки подано послідовно за годинниковою стрілкою і розбиті на групи за басейном стоку; притоки подано послідовно від витоку до гирла основної річки
- миси подано підряд, починаючи з півночі острова

## Озера
- Біркінах-Кюєль
- Бугасал
- Булгунняхтах-Кюєль
- Киллах (озеро)
- Мілке озеро
- Мончук (озеро)
- Моржеве озеро
- Сиси-Кюєль
- Стрілка Анжу (озеро)
- Талалах-Кюєль
- Тьонгюрген
- Улу-Кюєль
- Уолбут

## Річки

### Дорогоцінна губа
- Ебелях-Такар-Сала
- Велика Анжу річка
- Мала Анжу річка
- Маралах
- Великий Абагиллах

### Протока Геденштрома
- Амуткан
- Лівий Туранг
- Середній Туранг
- Правий Туранг
- Мала Піщана річка
- Піщана річка
  - Анжу-Такар-Сала
  - В'язка річка
- Буор-Юрях
  - Кьос
- Алилах
- Шкіряна річка
  - Малий Алилах
  - Середній Алилах
- Великий Алилах
- Тумара-Юрях
- Тумус-Юрях
- Уеся-Юрях
- Алин-Юрях
  - Кумахтах-Юрях
- Ерге-Юрях
  - Хахсик
  - Кула (річка)
  - Буом
- Палатка-Атахтах
- Омук-Мунна
- Південна річка
- Мотогой-Джиє
- Улунгра

### Східно-Сибірське море
- Чічахтах
- Колхозтах-Юрює
  - Туойдах
- Бултах-Юрах
  - Нерпичий струмок
- Моржева річка
- Бієс-Пастах-Юрює
- Ханарчах
- Муорустах

### Благовіщенська протока
- Сорсун-Юрює
- Улахан-Юрях
  - Бурдухтах-Юрях
  - Булустах
  - Тугуттах-Такар-Сала
    - Байджарахтах-Юрях
      - Маленький струмок

  - Оччугуй-Тас-Сала
  - Булгунняхтах-Юрях
  - Кутовий струмок
  - Тьонгюрген-Юрях
    - Правий Тьонгюрген
      - Іччілях

    - Бугасал-Юрях

  - Сиси-Юрях
  - Хоспохтох
  - Іккіс-Юрях-Кірбіте
    - Джюлей
    - Илбай
    - Силирдах

  - Уесянгі
  - Уолбут-Юрях
  - Бастаки-Юрях-Кірбіте
    - Сіннігес
    - Сигинахтах-Юрях
    - Талалах

  - Біркінах
  - Чомочокта-Юрях
  - Бирилах-Юрях
- Хастир
  - Мончук (річка)
  - Лябілях
    - Права Лябілях (права твірна)
    - Ліва Лябілях (ліва твірна)

  - Чичахтах
- Кусаган-Юрях
- Киллах (річка)
  - Лівий Киллах
  - Усук-Юрях
  - Правий Киллах
  - Согурунгу
- Песцева річка
  - Федорка-Такар-Сала
- Федорка-Юрях
- Урдюк-Сирдах-Юрях
- Аргіскіт

### Протока Санникова
- Підпілля (річка)
- Герасімова річка (Тугуттах)
  - Куртах
  - Чьонка-Юрює
  - Уялах
  - Малий Ерієн
  - Урдюк-Киллах-Сала
    - Великий Атах
      - Малий Атах

  - Великий Ерієн
  - Дулгалах

## Миси
- Бережних мис
- Нерпичий мис
- Санга-Балаган
- Благовіщенський мис
- Песцевий мис
- Урдюк
- Підпілля (мис)
- Кожевіна мис

## Затоки
- Геденштрома затока
- Дорогоцінна губа

## Півострови
- Стрілка Анжу (півострів)

| Росія | Це незавершена стаття з географії Росії. Ви можете допомогти проєкту, виправивши або дописавши її. |